# 菱塘回族乡
菱塘回族乡是中华人民共和国江苏省扬州市高邮市下辖的一个民族乡，也是江苏省唯一的民族乡。

## 历史
在抗日战争和第二次国共内战期间，高邮县湖西地区曾先后属天高县（天长县和三河以南高邮湖以西的原宝应县第七区、高邮县第八区，今属金湖县）、甘泉县等县。1942年（民国31年）8月，天长秦栏镇、仁和镇与高邮的菱塘乡、送驾乡等10多个乡合建为水南办事处，属坝淮南苏皖边区行政公署。民国32年2月属东南县，6月改属新建的甘泉县。甘泉作为县名曾短暂在扬州地区恢复。1988年以前没有回族乡。

## 行政区划
菱塘回族乡下辖以下村级行政区划单位：
文昌社区、曙光社区、王姚村、清真村、菱塘村、龚家村、骑龙村和高庙村。